# 巴迪·卢卡斯
巴迪·卢卡斯（英語：Buddy Lucas，1931年5月22日—2002年10月18日），新西兰男子游泳运动员。他曾代表新西兰参加1950年和1954年大英帝国和英联邦运动会游泳比赛，获得一枚金牌、一枚银牌和二枚铜牌。